# Lanhouarneau
Lanhouarneau är en kommun i departementet Finistère i regionen Bretagne i västra Frankrike. Kommunen ligger i kantonen Plouescat som tillhör arrondissementet Morlaix. År 2022 hade Lanhouarneau 1 294 invånare.

## Befolkningsutveckling
Antalet invånare i kommunen Lanhouarneau
Referens:INSEE